# Naajaat
Naajaat (antigamente também designado: Naujât, Naujat ou Naajat) é um assentamento na Gronelândia, município Qaasuitsup, localizado numa pequena ilha com o mesmo nome. Em 2010 tinha 50 habitantes.

## População
Entre os anos de 1990 e 2010, a população de Naajaat tem estado estável. É uma das localidades da Gronelândia com menos habitantes.

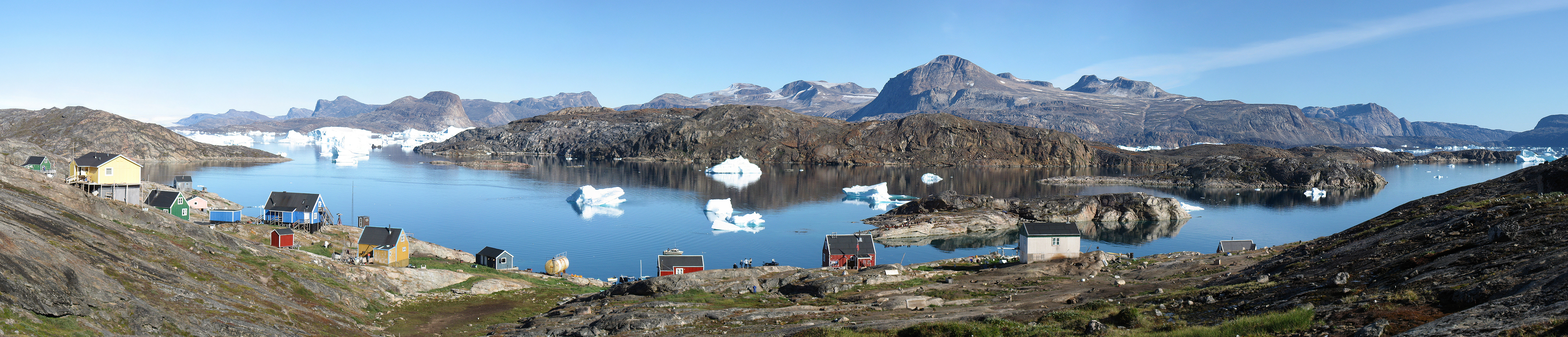
Panorama de Naajaat.